# Tour della nazionale maschile di rugby a 15 delle Samoa Occidentali 1974
Nel 1974, la nazionale samoana di " rugby a 15" si reca in Tour nelle Isole Figi.
| Ba 10 agosto 1974 | Ba | 7 – 32 | Samoa XV |  |

| Lautoka 14 agosto 1974 | Lautoka | 4 – 8 | Samoa XV |  |

| Vatukoula 17 agosto 1974 | Vatukoula | 0 – 3 | Samoa XV |  |

| Rakiraki 20 agosto 1974 | Rakiraki | 0 – 9 | Samoa XV |  |

| Naitasiri North 22 agosto 1974 | Naitasiri North | 0 – 0 | Samoa XV |  |

| Rewa 24 agosto 1974 | Rewa | 10 – 8 | Samoa XV |  |

| Suva 28 agosto 1974 | Suva | 10 – 4 | Samoa XV |  |

| Suva 31 agosto 1974 | Figi Colts | 9 – 7 | Samoa XV |  |